# أليسون كارول
أليسون لورا كارول (بالإنجليزية: Alison Carroll)‏ (ولدت في 27 مارس 1985) لاعبة جمباز ،موديل و ممثلة إنجليزية ,
اختبرت لتمثل شخصية لارا كروفت من 2008 إلى 2010.

## روابط خارجية
- Alison_Carrollعلى تويتر.
- أليسون كارول  على فيسبوك.
- أليسون كارول على موقع IMDb (الإنجليزية)
- أليسون كارول على موقع ألو سيني (الفرنسية)
- أليسون كارول على موقع أول موفي (الإنجليزية)
- أليسون كارول على موقع قاعدة بيانات الفيلم (الإنجليزية)
- أليسون كارول على موقع كينوبويسك (الروسية)

| سبقه كريمة أدبيب | موديل لارا كروفت 2008–2010 | تبعه تم إلغاء |